# Amata ochsenheimeri
Amata ochsenheimeri là một loài bướm đêm thuộc phân họ Arctiinae, họ Erebidae.